# Bo Karlsson
Bo Karlsson  (1949. október 12. –) svéd nemzetközi labdarúgó-játékvezető.

## Pályafutása

### Nemzeti játékvezetés
A küldési gyakorlat szerint rendszeres partbírói tevékenységet is végzett. 1984-ben lett az I. Liga játékvezetője. Az aktív nemzeti játékvezetéstől 1994-ben vonult vissza.

#### Nemzeti kupamérkőzések
Vezetett kupadöntők száma: 1.

##### Svéd labdarúgókupa
| Időpont | Helyszín               | Mérkőzés típusa | Mérkőzés                 | Eredmény | Nézők száma |
| ------- | ---------------------- | --------------- | ------------------------ | -------- | ----------- |
| 1991.   | Råsunda Stadion, Solna | döntő           | IFK Norrköping–Östers IF | 4 – 1    | 1858        |

### Nemzetközi játékvezetés
A Svéd labdarúgó-szövetség Játékvezető Bizottsága (JB) terjesztette fel nemzetközi játékvezetőnek, a Nemzetközi Labdarúgó-szövetség (FIFA) 1986-tól tartotta nyilván bírói keretében. Több nemzetek közötti válogatott és klubmérkőzést vezetett, vagy működő társának partbíróként, illetve 4. bíróként segített. A svéd nemzetközi játékvezetők rangsorában, a világbajnokság-Európa-bajnokság sorrendjében a 7. helyet foglalja el 10 találkozó szolgálatával. Az aktív nemzetközi játékvezetéstől 1994-ben búcsúzott. Válogatott mérkőzéseinek száma: 16.

#### Labdarúgó-világbajnokság
Egy világbajnoki döntőhöz vezető úton Amerikai Egyesült Államokba a XV., az 1994-es labdarúgó-világbajnokságra a FIFA JB játékvezetőként alkalmazta. Selejtező mérkőzéseket az UEFA és az OFC zónákban vezetett. Ez volt az első labdarúgó-világbajnokság, ahol ténylegesen külön tevékenykedtek a játékvezetők és a segítő partbírók. A partbírók még nem kapcsolódtak szorosan a delegált nemzeti játékvezetőjükhöz. Világbajnokságon vezetett mérkőzéseinek száma: 1.

##### 1994-es labdarúgó-világbajnokság

###### Selejtező mérkőzés
| Időpont            | Helyszín                     | Mérkőzés típusa            | Mérkőzés               | Eredmény | Nézők száma |
| ------------------ | ---------------------------- | -------------------------- | ---------------------- | -------- | ----------- |
| 1992. november 18. | Wembley Stadion, London      | előselejtező (2. csoport)  | Anglia–Törökország     | 4 – 0    | 42 984      |
| 1993. február 24.  | Das Antas Stadion, Porto     | előselejtező (1. csoport)  | Portugália–Olaszország | 1 – 3    | 30 761      |
| 1993. május 30.    | Mount SmartStadion, Auckland | kvalifikáció (1. mérkőzés) | Új-Zéland–Ausztrália   | 0 – 1    |             |

##### Világbajnoki mérkőzés
| Időpont          | Helyszín                | Mérkőzés típusa              | Mérkőzés         | Eredmény | Nézők száma |
| ---------------- | ----------------------- | ---------------------------- | ---------------- | -------- | ----------- |
| 1994. június 25. | Foxboro Stadion, Boston | csoportmérkőzés (D. csoport) | Agentína–Nigéria | 2 – 1    | 54 453      |

#### Labdarúgó-Európa-bajnokság
Az európai labdarúgó torna döntőjéhez vezető úton Svédországba a IX., az 1992-es labdarúgó-Európa-bajnokságra illetve Angliába a X., az 1996-os labdarúgó-Európa-bajnokságra az UEFA JB játékvezetőként foglalkoztatta.

##### 1992-es labdarúgó-Európa-bajnokság

###### Selejtező mérkőzés
| Időpont           | Helyszín                        | Mérkőzés típusa           | Mérkőzés                  | Eredmény | Nézők száma |
| ----------------- | ------------------------------- | ------------------------- | ------------------------- | -------- | ----------- |
| 1990. október 17. | Népstadion, Budapest            | előselejtező (3. csoport) | Magyarország –Olaszország | 1 – 1    | 24 600      |
| 1991. június 5.   | Arms Park Stadion, Cardiff      | előselejtező (5. csoport) | Wales–Németország         | 1 – 0    | 37 000      |
| 1991. december 4. | Kaftatzoglio Stadion, Szaloniki | előselejtező (6. csoport) | Hollandia–Görögország     | 2 – 0    | 15 000      |

###### Európa-bajnoki mérkőzés
| Időpont          | Helyszín                    | Mérkőzés típusa              | Mérkőzés         | Eredmény | Nézők száma |
| ---------------- | --------------------------- | ---------------------------- | ---------------- | -------- | ----------- |
| 1992. június 12. | Nya UlleviStadion, Göteborg | csoportmérkőzés (B. csoport) | Hollandia–Skócia | 1 – 0    | 35 720      |

##### 1996-os labdarúgó-Európa-bajnokság

###### Selejtező mérkőzés
| Időpont             | Helyszín                      | Mérkőzés típusa           | Mérkőzés           | Eredmény | Nézők száma |
| ------------------- | ----------------------------- | ------------------------- | ------------------ | -------- | ----------- |
| 1994. szeptember 7. | Köztársasági Stadion, Kijev   | előselejtező (4. csoport) | Ukrajna–Litvánia   | 0 – 2    | 25 000      |
| 1994. november 16.  | Hampden Park Stadion, Glasgow | előselejtező (8. csoport) | Skócia–Oroszország | 1 – 1    | 31 254      |

#### Nemzetközi kupamérkőzések
Vezetett kupadöntők száma: 2.

##### Kupagyőztesek Európa-kupája
| Időpont         | Helyszín                      | Mérkőzés típusa | Mérkőzés                           | Eredmény | Nézők száma |
| --------------- | ----------------------------- | --------------- | ---------------------------------- | -------- | ----------- |
| 1991. május 15. | Feijenoord Stadion, Rotterdam | döntő           | Manchester United FC– FC Barcelona | 2 – 1    | 43 500      |

##### UEFA-szuperkupa
| Időpont           | Helyszín                    | Mérkőzés típusa | Mérkőzés                      | Eredmény | Nézők száma |
| ----------------- | --------------------------- | --------------- | ----------------------------- | -------- | ----------- |
| 1993. március 10. | Camp Nou Stadion, Barcelona | döntő           | FC Barcelona–SV Werder Bremen | 2 – 1    | 75 000      |

## Magyar vonatkozás
| Időpont             | Helyszín             | Mérkőzés típusa              | Mérkőzés              | Eredmény | Nézők száma |
| ------------------- | -------------------- | ---------------------------- | --------------------- | -------- | ----------- |
| 1988. augusztus 31. | Városi Stadion, Linz | felkészülési (625. mérkőzés) | Ausztria–Magyarország | 0 – 0    | 12 000      |

## Sportvezetőként
Az Elitdomareklubbeni Fotboll, a játékvezetők érdekképviseletét ellátó szervezet elnöke. Az UEFA JB tagja, nemzetközi ellenőr.

## Szakmai sikerek
- 2010-ben az európai játékvezetők örök ranglistáján az előkelő 100. helyen tartózkodik.
- 2010-ben főszereplője A játékvezető svéd dokumentumfilmnek.
- A IFFHS (International Federation of Football History & Statistics) 1987-2011 évadokról tartott nemzetközi szavazásán 151, játékvezető besorolásával minden idők 39, legjobb bírójának rangsorolta, holtversenyben Herbert Fandel, Dieter Pauly társaságában. A 2008-as szavazáshoz képest egy pozíciót előbbre lépett.